# Kilometerverzekering
Een kilometerverzekering is een autoverzekering waarvan de hoogte van de premie in sterke mate afhangt van het aantal gereden kilometers. De kilometerverzekering is een van de middelen die tegenwoordig worden ingezet om meer premiedifferentie te krijgen. Naast de kilometerverzekering worden in België proeven genomen met een korting op de premie bij veelvuldig in de file staan en in Duitsland met verkeersveilig rijden. Ook in Nederland is een proef gedaan onder de naam SaveDriver . De proef had als doel na te gaan wat het gedragseffect is op het bieden van een beloningsprikkel voor wenselijk rijgedrag.

## Werkwijze
De verzekeringnemer schat vooraf in hoeveel kilometers hij of zij per jaar denkt te gaan rijden. Daarvoor ontvangt hij per premietermijn een afrekening. Aan het begin en einde van het kalenderjaar wordt de kilometerstand opgevraagd door de verzekeraar. Aan de hand hiervan wordt de definitieve premie vastgesteld en worden eventuele verschillen met de verzekerde verrekend. Er zijn ook methoden waarbij in de auto een On Board Unit wordt geplaatst die het rijgedrag registreert.

## Voordelen
Volgens een onderzoek door TNO  uit 2003 zorgt een kilometerverzekering ervoor dat de automobilist zich bewust wordt van het onnodig gebruik van de auto (bijvoorbeeld voor de dagelijkse boodschappen). Deze bewustwording kan vervolgens bijdragen aan een betere verkeersveiligheid, minder congestie en een kleinere milieuschade. Ook onderzoek SaveDriver wijst in die richting.

## Toepassing
In het Verenigd Koninkrijk is de Pay as you drive verzekering een bekend verschijnsel. Ook in België is de kilometerverzekering al lang geleden geïntroduceerd. Ook in Italië en Turkije zijn verzekeraars actief met Pay as you Drive verzekeringen. In Nederland komen de initiatieven maar moeizaam van de grond. De administratieve rompslomp maakt de uitvoering van de verzekering relatief duur.